# Gaspar Homar

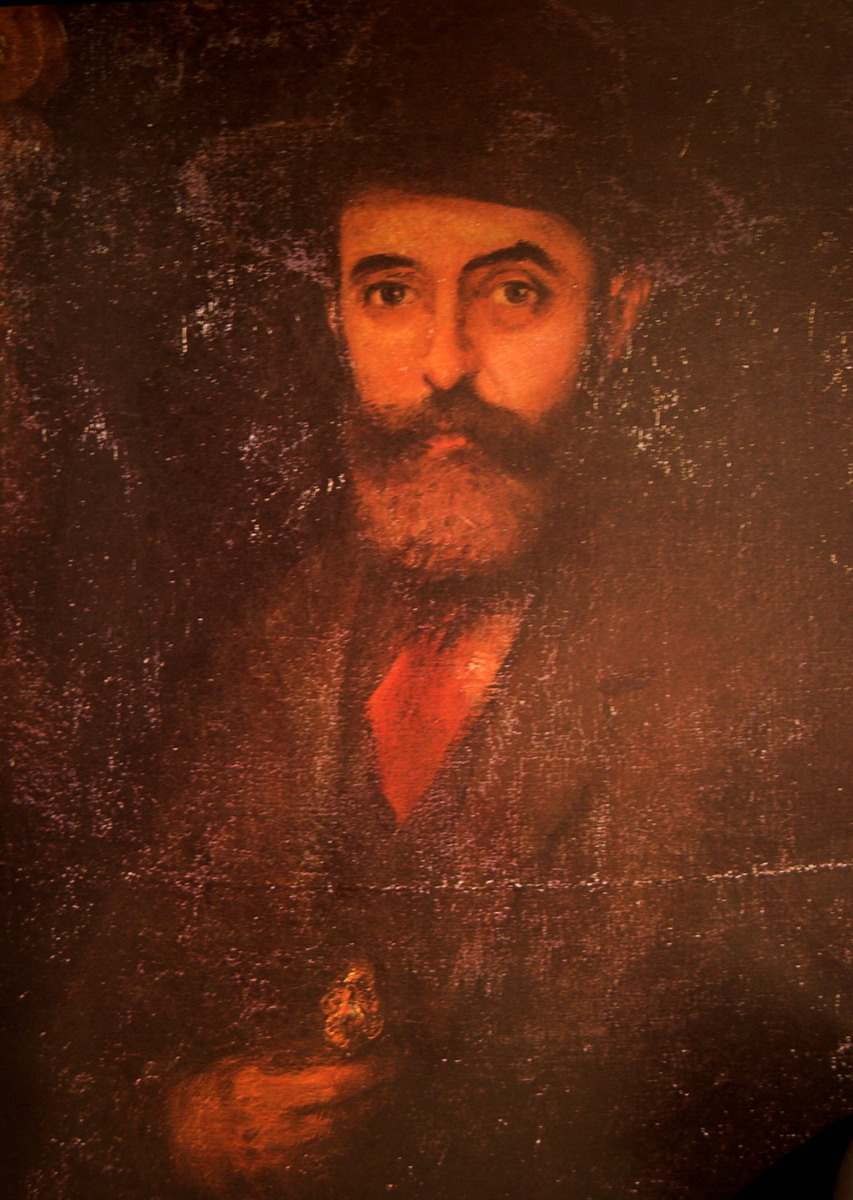
Gaspar Homar i Mezquida, Gemälde von Josep Pey (1904)

Gaspar Homar i Mezquida (* 11. September 1870 in Bunyola; † 5. Januar 1953 in Barcelona) war ein katalanischer Kunsttischler und Raumausstatter, der als einer der echtesten Repräsentanten des Modernisme auf dem Feld der Innenausstattung und der Herstellung von Möbeln gilt. Seine Möbelstücke, die als eigenständige Autorenstücke angesehen werden können, sind Ausdruck des Wohlstands und der Bestrebungen eines engagierten Bürgertums. Sie unterscheiden sich durch die Verwendung von teuren Edelhölzern und durch die Veredelung mittels Intarsien oder Schnitzereien, Ausdruck der Zusammenarbeit mit herausragenden Künstlern wie den Zeichnern Josep Pey und Sebastià Junyent oder dem Bildhauer und Schnitzer Joan Carreras i Farré. Das Werk Gaspar Homars ist geprägt von einer starken Persönlichkeit, es steht in Verbindung mit den besten Designkünstlern der Epoche wie Eugène Gaillard, Hector Guimard oder William Morris und interpretiert in einer sehr eigenständigen Sichtweise den Einfluss der Wiener Secession und der Glasgow School um Charles Rennie Mackintosh. Er nahm an zahlreichen Ausstellungen teil, bei denen er auch mit Medaillen geehrt wurde, wie denen in Madrid und Barcelona 1907. Im gleichen Jahr gewann er den Grand Prize for Furniture and Decoration bei der London Exhibition. 1908 gewann er den Grand Prix, eine Goldmedaille und den Grand Cup bei der Esposizione Internazionale Industria-Lavoro Arte Decorativa in Venedig und eine Medaille bei der Exposición hispano-francesa in Saragossa. Im Jahr 1909 errang er den Grand Prix bei der Exposition Internationale de Confort Moderne in Paris.

## Biografie
Gaspar kam als Sohn des Schreiners Pere Homar und von Margarida Mezquida und Bruder von Margarida Homar im kleinen Dorf Bunyola in der Serra de Tramuntana im Nordwesten Mallorcas zur Welt. Wie seine Vorfahren widmete sich sein Vater der Bearbeitung von Bauholz, er fertigte Ölmühlen und auch Särge an und konstruierte Möbel, die sich am Barockstil oder an englischen Einflüssen orientierten. 1883 zog er mit seiner Familie nach Barcelona um, angezogen von den vielfältigen Arbeitsmöglichkeiten, welche die Vorbereitungen auf die Exposición Universal de 1888 boten. Im gleichen Jahr traten Vater und Sohn in die Manufaktur von Möbeln und Kunstgegenständen von Francesc Vidal i Jevellí (1848–1914) ein. Dort begann Gaspar Homar im Alter von nur 13 Jahren als Helfer im Planungsbüro an der Seite seines Vaters zu arbeiten, der zum Personal der erstklassigen Gruppe von Kunsttischlern gehörte. Die in der Manufaktur Vidal gesammelten Erfahrungen waren für seine Ausbildung unersetzlich und ließen ihn seine künstlerische Laufbahn einschlagen. 1887 schrieb er sich an der Escola Superior de Disseny i Art Llotja ein, wo er Schüler von Josep Mirabent i Gatell (* 10. September 1831; † 30. Oktober 1899) wurde und in der Abteilung „Angewandte Kunst“ studierte, die dekorative Malerei, Stoffgestaltung und Stickerei umfasste. 1893, zehn Jahre nach seinem Eintritt in die Manufaktur Vidal, machte er sich mit seinem Vater selbständig und eröffnete eine Werkstatt mit Ladengeschäft an der Rambla de Catalunya 129. Ein Jahr später wurde er Teilhaber des Centro de Artes Decorativas, einer Einrichtung, die es sich zum Ziel setzte, die Kunstindustrie zu fördern und die Entwicklung der dekorativen Künste anzutreiben. Es war zu dieser Zeit, dass sich eine berufliche Beziehung mit Architekten wie Lluís Domènech i Montaner oder Josep Puig i Cadafalch zu entwickeln begann, mit denen er bei unterschiedlichen künstlerischen Projekten zusammenarbeiten sollte. 1898 zog er in neue Geschäftsräume an der Calle de la Canuda nahe beim Ateneu Barcelonès um und trat dem Cercle Artístic de Sant Lluc bei. Während der 1910er Jahre schuf er seine prägendsten modernistischen Werke. 1912 heiratete er Emilia Ramon i Montardit und adoptierte deren Nichte als eigene Tochter. Sein Wohnsitz befand sich in der Calle Bonavista nahe der Ateliers von Josep Pey und Sebastià Junyent. Ab 1915 zeigte sich ein Niedergang in seiner Produktion modernistischer Möbel, weshalb er ab da zum Historismus und für einige Projekte zum Art déco wechselte. Im Jahr 1920 entschloss er sich, aufgrund von Zusammenstößen zwischen Arbeitgeber- und Gewerkschaftsparteien in Barcelona seine Möbelproduktion zu schließen.
Den Streiks geschuldet, die die Tischlerbranche in den 1930er Jahren beeinträchtigten, und ebenso aufgrund der Erschöpfung des Modernismus selbst, widmete Gaspar Homar i Mezquida die letzte Etappe seines Lebens dem Handel mit Antiquitäten und der Aufgabe der Restaurierung von Kunstwerken.

## Werkübersicht
Bemerkung: Die Übersicht folgt der von Mariàngels Fondevila 1998 im Catàleg de l’exposició M.N.A.C. in Barcelona vorgeschlagenen thematischen Gruppierung.

### Ausbildungszeit in der Manufaktur Vidal (1884–1893)
In dieser ersten Phase bildete sich Gaspar Homar in der Möbel- und Kunstmanufaktur von Francesc Vidal, wo ungefähr 200 Handwerker tätig waren und wo mit der Einbeziehung von unterschiedlichen Sparten der Schönen Künste experimentiert wurde. Hier kam er in Kontakt mit Persönlichkeiten aus den verschiedensten künstlerischen Umgebungen, wie Antoni Rigalt i Blanch – Meister der Abteilung für künstlerische Glasbearbeitung und Glasätzung –, Frederic Masriera i Manovens – Meister der Abteilung Kunstguss – und Joan Gonzàlez aus der Abteilung für Projektentwürfe und Planzeichnung. Es ist nicht viel an Information über die exakten Arbeitsfelder erhalten, die Homar in dieser Zeit durchlief, aber erwiesenermaßen muss seine Lehrzeit in diesen Werkstätten bei ihm ihre Spuren hinterlassen haben.
Aus jener Lehrzeit Homars in der Manufaktur Vidal sind nur einige Zeichnungen, Aquarelle und wenige Möbel, die einen deutlichen Einfluss Vidals zeigen, als Zeugnisse verblieben, an denen ein gewisser Eklektizismus auffällt. Gaspar Homar bezieht aber in seinen ersten Arbeiten ein Kennzeichen des Modernisme par excellence ein, den Peitschenschlag (coup de fouet), hier dargestellt durch Lilienblüten in gewundener Schnitzerei, kombiniert mit mechanistischen Formen wie dem Zahnrad und gotischen Anleihen, inspiriert von Zeichnungen von Viollet-le-Duc, und orientalisierenden Elementen. Es fällt auch der Gebrauch heller Hölzer auf, wie Maulbeerfeige, Buchsbaum oder Palisander.
| Jahr | Bezeichnung | Ausstellungsort                   | Beschreibung | Bild |
| ---- | ----------- | --------------------------------- | --- | ---- |
| 1891 | Stuhl       | Museu Nacional d’Art de Catalunya | Stuhl aus gefärbtem Walnussholz mit geschnitzten Verzierungen. Originale Polsterung aus bemaltem Samt. Maße: 85 × 38 × 37 cm. |      |

### Die modernistische Epoche (1896–1915)
1893 machten sich Gaspar Homar und sein Vater unter dem Namen P. Homar i fill (P. Homar und Sohn) direkt neben dem Atelier des Grafikers und Malers Alexandre de Riquer selbständig. In diesem Jahr wurde er auch einer der Mitarbeiter des Architekten Lluís Domènech i Montaner. Diese Zusammenarbeit wurde entscheidend für Homar, da sie ihm erlaubte, einen eigenen Stil im dekorativen Bereich zu definieren und sich gleichzeitig einen Kundenstamm zu erwerben.

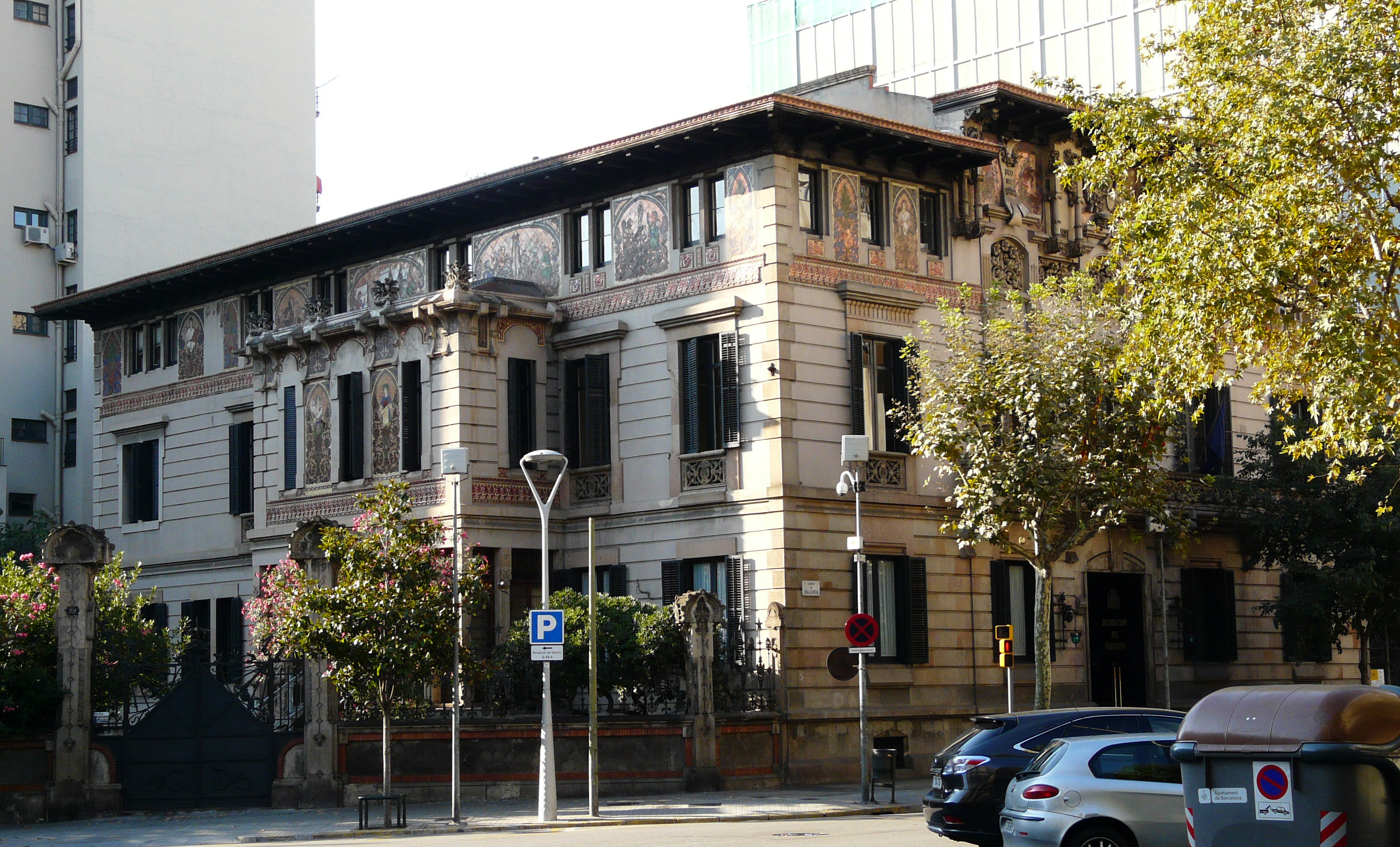
Palau Ramon Montaner (1889–1893)

Unter seinen ersten Aufträgen 1893 ragt die Innenausstattung des Palau Ramon Montaner hervor, für welches Homar das Mobiliar anfertigte und dessen Innendekor eine Mischung gotischer und orientalischer Einflüsse aufweist. Aber Gaspar Homar arbeitete auch mit anderen namhaften Architekten zusammen, z. B. Pere Domènech i Roura, Josep Majó, Joan Amigó i Barriga oder Josep Puig i Cadafalch. Jener letztere beauftragte ihn in jenen Jahren mit verschiedenen Projekten, wie z. B. der Herstellung des Mobiliars der Casa Amatller 1898 bis 1900. Als Schöpfer des gesamten ikonografischen und dekorativen Programms eines Gebäudes, griffen die Architekten in die Planung der verschiedenen Elemente ein und konzipierten sowohl die Gesamtidee ihres Bauwerkes als auch dessen Innenräume. Daher zeigen die Möbel von Homar aus jener Epoche eine dekorative Formelsprache, die der Architektur entnommen ist. Im Fall der Casa Amatller zeigen die Entwürfe der Möbel die künstlerische Prägung durch den Architekten, basierend auf der Neuentdeckung traditioneller katalanischer Formen, insbesondere aus der Zeit der Gotik.

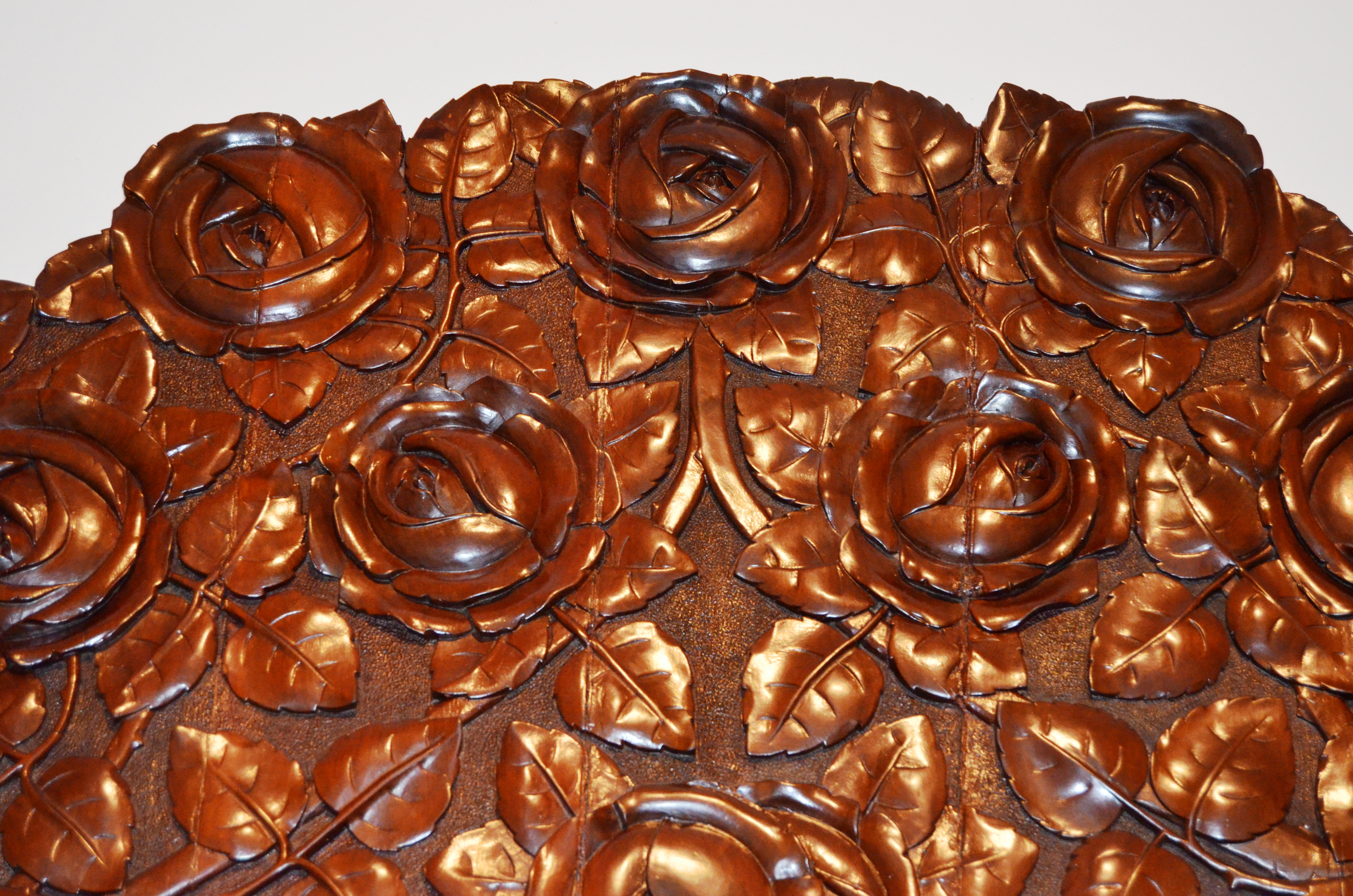
Rosen als Detail einer geschnitzten Wandverkleidung (Der träumende Engel) im Museu del Modernisme de Barcelona

Nach seinem Beitritt zum Cercle Artístic de Sant Lluc 1898 kam Homar mit einem der lebhaftesten Zentren intellektuellen und künstlerischen Lebens in Barcelona in Kontakt, worauf er zeitgleich mit dem Tod seines Vaters sein Geschäft in die Calle de la Canuda, neben das Ateneu Barcelonès verlegte. Neben den Geschäftsräumen, in denen er seine Produkte verkaufte, befand sich dort auch ein Ausstellungsraum und eine Abteilung, die Antiquitäten und importierten Produkten ausländischer Fabrikation gewidmet war. Der Künstler zeigte nun einen internationalen Einfluss, Frucht seiner Reisen durch Europa und auch Afrika, und hielt sich zu jedem Moment auf der Höhe der Entwicklungen in der dekorativen Kunst anderer Länder, vornehmlich Großbritanniens.
Bis zum Jahr 1900 zeigten die Arbeiten Homars Stilelemente bzw. Charakterzüge von historisierender und eklektizistischer Art, in denen ein neugotisches Flair mit modernistischen Akzenten wie pflanzlichen Stilisierungen und gewundenen, asymmetrischen Rhythmen vorherrschte. Homar verwendete Hölzer in hellen Tönungen und ein neues Konzept der Verzierungen mit japanischen Einflüssen, das sich vom russischen Stil der Manufaktur Francesc Vidals abhob. Auch beginnen keltische Kunstbezüge in Erscheinung zutreten, abgeleitet von den künstlerischen Vorstellungen der skandinavischen Pavillons auf der Weltausstellung Paris 1900. Zu diesem Zeitpunkt hatte sich seine quadratische Ornamentik, sei es als Schnitzerei oder als Intarsie, verfestigt und es erscheinen die ersten Anzeichen des Aufgreifens dekorativer Modelle der secessionistischen Bewegung in seinen Arbeiten. Die Rosen, authentisches Markenzeichen der Firma Homar, wurden zu entscheidenden Akteuren.
Ein Projekt, das sich in jenen Jahren in den Vordergrund schiebt, ist eines der ersten Gewerke in dem heiteren und gelassenen Stil, den er entwickelte, um 1904 die Casa Trinxet auszustatten, ein Bauwerk von Josep Puig i Cadafalch. Im Speisezimmer, in welchem Joaquim Mir die Malereien ausführte, schuf Homar das Mobiliar mit Metallapplikationen, die blühende Pflanzen und Olivenzweige darstellen, was für den secessionistischen Geschmack typisch war.
| Jahr             | Bezeichnung                                                           | Ausstellungsort                   | Beschreibung | Bild |
| ---------------- | --------------------------------------------------------------------- | --------------------------------- | --- | ---- |
| 1898–1900        | Schlafzimmer von Teresa Amatller                                      | Museu Casa Amatller               | Auf dem Bett findet sich die Zeile Feu-li orenetes cançons d’amoretes (Lass Schwalben Lieder der Verliebten singen) aus dem Wiegenlied El noi de la mare (Der Knabe der Mutter). |      |
| 1900–1904        | Bett mit Kopfteil, Stuhl und Nachttisch                               | Museu Nacional d’Art de Catalunya | Auf dem Kopfteil des Betts wird die Unbefleckte Empfängnis in einem Bogen aus spanischem Walnussholz dargestellt, Schnitzereien aus Maulbeerfeige, Intarsien aus Esche, Jacaranda, Walnusswurzel, Birke, Eukalyptus und Vergoldungen. Maße: 303,5 × 111,5 cm. (Kopfteil). 88 × 119,5 cm. (Fußteil). Stuhl aus Eichenholz. Maße: 117 × 43,5 × 43,5 cm. Nachttisch aus Eichenholz, Wurzelholz und Marmor mit Schnitzwerk, Intarsien und Vergoldungen. Maße: 146 × 51,5 × 42 × 5 cm. |      |
| 1903/1904        | Schmuckkästchen „La Sardana“                                          | Museu del Modernisme de Barcelona | Schmuckkästchen mit Tischfläche aus Eiche mit Intarsien (Maulbeerfeige, Thuja, Zimt-Ahorn [Acer griseum], Mansonia altissima und Mahagoni) Maße: 186 × 111 × 45 cm. |      |
| um 1902          | Bett mit Kopfteil, Stuhl und Nachttisch mit Darstellung des hl. Georg | Museu del Modernisme de Barcelona | Schlafzimmer und Stuhl aus Mahagoni mit Intarsien aus verschiedenem Wurzelholz. Maße des Kopfteils: 166 × 185 × 10 cm. Maße des Fußteils: 103 × 180 × 12 cm. Maße (Nachttisch): 112 × 44,5 × 36 cm. |      |
| 1905             | gepolsterte Sitzbank                                                  | Museu del Modernisme de Barcelona | umbautes Sofa mit seitlichen Vitrinen und Spiegel aus Eichenholz mit Intarsienpaneelen. |      |
| 1906             | Klavierstuhl                                                          | Museu del Modernisme de Barcelona | Klavierstuhl aus Walnussholz. |      |
| unbekanntes Jahr | Blumenständer                                                         | Museu del Modernisme de Barcelona | Blumenständer aus Walnussholz. Maße: 130 × 28 × 28 cm. |      |
| unbekanntes Jahr | Schmuckkästchen „Junges Mädchen mit Blumengirlande“                   | Museu del Modernisme de Barcelona | Schmuckkästchen aus Eichenholz mit Intarsienpaneel. |      |

Dank der Zusammenstellung der Informationen durch Alexandre Cirici Pellicer 1951 war es möglich, die unterschiedlichen Ensembles zu verfolgen, die Gaspar Homar während dieser Epoche schuf, obwohl viele der aufzuzählenden Werke heute verstreut sind. Homar führte Aufträge für den Holzhändler Oliva und für den Salon der Casa Par de Mesa aus und schuf das Mobiliar der Casa Francesc Burés, der Casa Lleó Morera und der Casa Barbey. Des Weiteren erhielt er Aufträge vom Marqués de Marianao, von den Familien Milà, Godó und Batlló, vom Baron d'Oller, von Joan Amigó i Barriga, von Francesca Bonnemaison für die Biblioteca Popular de la Mujer (Volksbibliothek der Frau) 1909 und für die dekorativen Elemente des Hauses von Francesc Macià in Lérida sowie das Art-Déco-Ensemble der Casa Garí in San Vicenç de Montalt, das bereits zur nachfolgenden Stilepoche nach dem Modernisme gehört.
Was seine Aktivitäten als Innenausstatter öffentlicher Einrichtungen anbelangt, fallen die gemeinsamen Projekte im Jahr 1900 mit Alexandre de Riquer für die Apotheke Grado Inglada und mit dem Maler Pau Roig i Cisa für die Musikinstrumentenhandlung Cassadó i Moreu auf. 1903 führte er die Innendekoration in der Konditorei La Colmena auf dem Passeig de Gràcia durch und beteiligte sich am Umbau der Schneiderei von Enric Morel. 1911 schließlich gestaltete er in Zusammenarbeit mit Jaume Llogueras das Café Royal. Außerdem beteiligte er sich an der Möblierung und dem Innendekor der Aufenthaltsräume im Pavillon der Ersten Klasse und der Distinguidos in der Nervenheilanstalt Pere Mata in Reus.

#### Casa Francesc Burés
Im Jahr 1900 erhielt Gaspar Homar den Auftrag für die Innenausstattung der Casa Francesc Burés. Für dieses Gebäude entwarf Homar eine Möblierung in floralem Stil, mit verhaltenen neugotischen und reichen Elementen des Japonismus, die die Architektur des Gebäudes widerspiegelte. Im Esszimmer stellte er Stühle mit geschwungenen Rücken- und Armlehnen auf, die für nordische Sitzmöbel typisch sind, und schmückte sie mit Figuren ineinander verschlungener Drachen. Der Esstisch war mit Intarsien von Pau Roig verziert und der metallische Leuchter, den Homar anfertigte, hatte die Form einer großen byzantinischen Krone, deren Platten wiederum mit den verschlungenen Drachen verziert waren. Wände und Fenster waren mit Landschaftsszenen mit norwegischem Einfluss geschmückt, die von Oleguer Junyent gemalt wurden. Das Spielzimmer des Hauses wurde ebenfalls von Junyent ausgemalt und zeigte einen Fries mit einer nebelverschleierten Landschaft in der Höhe über einer Boiserie britischen Stils.
| Jahr      | Bezeichnung | Ausstellungsort                   | Beschreibung | Bild   |
| --------- | ----------- | --------------------------------- | --- | ------ |
| 1900      | Wandschrank | Museu Nacional d’Art de Catalunya | Zeichnung für einen Schrank der Casa Francesc Burés, der mehrfach das Motiv der verschlungenen Drachen zeigt |        |
| 1900–1906 | Kamin       | Casa Francesc Burés               | Geschlossene Kaminnische mit seitlichen Sitzgelegenheiten; Holzkonstruktion mit neugotischen Einflüssen, die den nordischen Eindruck des Esszimmers unterstreichen. Ausgeschmückt mit Reliefs von Carreras, welche Jagdszenen zeigen, und mittelalterlichen Malereien von Oleguer Junyent. Die Feueröffnung stellt das Maul eines Drachen mit kupferner Einfassung dar, darüber ein Mosaik von Hänsel und Gretel mit der Hexe, ausgeführt von Homar. |        |
| 1900      | Metalllampe | Museu Nacional d’Art de Catalunya | Zeichnung der neobyzantinischen Lampe für das Esszimmer der Casa Francesc Burés, auch hier mit dem Motiv der ineinander verschlungenen Drachen | [ 14 ] |

#### Casa Lleó Morera
Von allen Ausstattungsaufträgen, die Gaspar Homar in der modernistischen Epoche ausführte, sind seine Arbeiten in der Casa Lleó Morera in Barcelona und in der Casa Navàs in Reus besonders bemerkenswert, da sie die Quintessenz des Modernisme repräsentieren und zwei der erfolgreichsten Gesamtkunstwerke auf dem Feld der Innenausstattung von Gebäuden darstellen. Der einflussreiche Architekt Lluís Domènech i Montaner vergab den Auftrag für die Möblierung dieses bürgerlichen Stadthauses an Homar, da dessen Werkstätten in der Lage waren, alle dekorativen und funktionalen Bestandteile der Ausstattung anzufertigen. In beiden Fällen handelt es sich um Ensembles, welche dem vom Architekten konzipierten symbolhaften Programm an Verzierungen treu bleiben, und in denen Homar die Qualität und den Wert traditionellen Kunsthandwerks mit einer seriellen Produktion verband. Es kann nicht verwundern, vor allem auf dem Feld der Intarsien und der Mosaikpaneele Serienmodelle wiederzufinden. Schließlich handelte es sich hierbei um Arbeiten, die es Gaspar Homar ermöglichten, die Modelle immer wieder in neuen Variationen zu nutzen und einen großen kommerziellen Absatz zu erzielen.
Die Möbel des Salons der Casa Lleó Morera, die zurzeit im Museu Nacional d’Art de Catalunya aufbewahrt werden, zeigen einen außerordentlich naturalistischen Stil, der sich in den des gesamten Gebäudes einfügt. Das Ensemble besteht aus einer Anrichte, einem Sofa, einem Schrank, Wandvertäfelungen, Stühlen, Sesseln und einem zentralen Tisch. Die Möbel sind mit Bleiglasfenstern, Schnitzereien und Intarsien ausgestattet. Die Wandvertäfelungen besitzen große Intarsienfelder mit vom Japonismus inspirierten Motiven, bei denen Hände und Gesichter der Personen als Relief herausgearbeitet sind. Sie zeigen junge Frauen inmitten von Girlanden, blühenden Bäumen und Teichen mit Schwänen darauf. Die tragenden Elemente der Möbel sind mit Schnitzwerk verziert, ihre Flächenteile mit Intarsien. Tisch und Stühle sind mit frei verteilten Blüten bedeckt, aber dennoch in symmetrischer Anordnung. Am Schrank ist die Intarsienarbeit, welche zwei Damen und einen mittelalterlichen Ritter zeigt, hervorzuheben.
| Jahr | Bezeichnung                                           | Ausstellungsort                   | Beschreibung | Bild |
| ---- | ----------------------------------------------------- | --------------------------------- | --- | ---- |
| 1905 | Wandsofa mit Dekorpaneelen                            | Museu Nacional d’Art de Catalunya | Gepolsterte Sitzbank mit seitlichen Vitrinen und Dekorpaneel mit einer großen Intarsienarbeit, die zwei weibliche Figuren in einem Garten zeigt. Amerikanische Eiche, Paneel aus Olivenholz, Vergoldungen, Bleiverglasung der Vitrinen, Samtbespannung nicht original. Die seitlichen Paneele zeigen weitere Frauen mit Blumengirlanden. Schnitzwerk und Intarsien aus Esche, Maulbeerfeige, Bauhinia forficata (falsches Mahagoni), Jacaranda, Bubinga (Guibortia), Hibiskus und Ulme. Maße: 267 × 259 × 68 cm (Sofa) und 100 × 137,5 cm. (Intarsienpaneele) |      |
| 1905 | Schrank mit Intarsienpaneelen, Zentraltisch und Stuhl | Museu Nacional d’Art de Catalunya | Schrank aus drei Elementen mit seitlichen Intarsienpaneelen. Amerikanische Eiche, facettierte Bleiglasscheiben, geschnitzte Eiche und Intarsien aus Mahagoni, Maulbeerfeige, Stöcken des Milzfarns, Mansonia und Esche sowie Metallinkrustationen. Maße: 190 × 190,5 × 51 (Schrank) und 54 × 78,5 cm (Intarsienpaneel). Zentraltisch und Stuhl aus geschnitzter Eiche mit Intarsienapplikationen in der Rückenlehne. |      |
| 1905 | Anrichte                                              | Museu Nacional d’Art de Catalunya | Anrichte aus zwei Elementen. Gefärbtes Olivenholz, Schnitzereien, gehämmertes Metall, facettierte Bleiglasscheiben und Intarsien aus Milzfarnstöcken, Esche, Maulbeerfeige, Jacaranda, Walnuss y Hibiskus. Maße: 300 × 202 × 53 cm. |      |

#### Casa Navàs
Zwischen 1901 und 1908 von Lluís Domènech i Montaner erbaut, bildet die Casa Navàs eines der besten Ensembles für private Architektur des Modernisme, das so erhalten blieb, wie es geschaffen wurde, und ein Musterbeispiel auf dem Gebiet der Innenausstattung, das dem Ideal des Gesamtkunstwerks nahe kommt. Der Auftrag für das Mobiliar, die Lampen und Leuchter, die Vorhänge, die Teppiche, einige der Mosaikverzierungen, die Metallarbeiten (die Griffe, Scharniere und weitere Metallapplikationen an den Möbelstücken) und die Kunsttischlerarbeiten der Türen, Zimmerdecken, intarsiengeschmückten Wandvertäfelungen und Parkettböden wurden, neben anderen Schmuckobjekten, in Gänze Gaspar Homar i Mezquida erteilt. In dem Moment der Konsolidierung seines Betriebes gelang ihm so die Umsetzung eines vollständigen dekorativen Programms, in dem sich Mobiliar und Schmuckelemente mit ihren dem Auge gefälligen Proportionen in das architektonische Gesamtkonzept einfügen.
Das von Homar erdachte und vollständig umgesetzte dekorative Programm zeichnet sich durch die Verwendung eines stilistischen Repertoires aus, das von der Poesie der Gärten inspiriert ist, die sowohl den Gesamteindruck als auch das kleinste Detail erfasst. Wenn man die große Ausbreitung der Schmuckelemente bedenkt, so ist das Raumkonzept und seine dekorative Umkleidung von einer zurückhaltenden Linie geprägt, ohne jede Übertreibung in den Strukturen und mit flachen Zentralornamenten, wie es dem in Europa seit der Ausstellung der dekorativen Künste in Turin 1902 vorherrschenden Trend entsprach. Die Eleganz erweist sich in der unverschleierten Behandlung der Materialien, in der Verwendung heller Hölzer in Kombination mit Marmor und Tapisserien und den ausgewogenen Proportionen.
| Jahr      | Bezeichnung          | Ausstellungsort  | Beschreibung | Bild |
| --------- | -------------------- | ---------------- | --- | ---- |
| 1901–1907 | gepolsterte Sitzbank | Casa Navàs, Reus | umbautes Sofa mit zwei seitlichen Vitrinen. Es handelt sich um ein ausgesprochen dekoratives Möbelstück, das zum einen der Präsentation von Porzellan oder anderer Vasen dient und dies andererseits mit den Intarsienpaneelen mit Szenen junger Damen inmitten von blühenden Gärten kombiniert. |      |
| 1901–1907 | Metalllampe          | Casa Navàs, Reus | von Gaspar Homar entworfener Leuchter aus vergoldetem Kupferguss |      |

### Finale Etappe (1915–1955)
Ab 1915 wurde der Niedergang seiner modernistischen Produktion klar ersichtlich, die mit Aufträgen im Historismus und einigen Projekten im Art déco abwechselte. Homar erfuhr also eine kommerzielle Durststrecke, da er gegen den Zeitgeist seinen kreativen Beitrag leisten wollte, doch die wirtschaftlichen Verhältnisse erzwangen seine Kapitulation gegenüber dem vorherrschenden Geschmack. Seither betrachtete er die Objekte, die seine Firma verließen nicht mehr als Kunstwerke, sondern als Industrieprodukte.
Erwähnenswert sich noch die Möbel im Geist der Renaissance, die er für den Sammler Ignacio Abadal entwarf, und das Ensemble für die Casa Garí in San Vicenç de Montal im Stil des Kubismus mit seinen blauen und silbernen Leisten, die rautenförmig auf den verschiedenen lackierten Möbeln angebracht sind und sich in Beziehung setzen lassen mit den Arbeiten von Sonia Delaunay und den Art-déco-Zeichnungen für Paravents von Jean Dunand. Nachdem er 1920 seine Kunsttischlerei geschlossen hatte, widmete sich Gaspar Homar dem Handel mit Antiquitäten und der Restaurierung von Kunstwerken. Als Sammler und Antiquitätenhändler wurde er Berater des Mäzens und Politikers Francesc Cambó i Batlle beim Aufbau von dessen Sammlung. Als Modernist durch und durch sammelte Homar japanische Kunstdrucke, Keramik mit metallisierenden Reflexen, antike Gläser und Tapisserien.

## Kunstgewerbe

### Intarsienarbeiten
Die reiche Verwendung von Intarsien ist ein Merkmal, das Gaspar Homar i Mezquida von anderen Kunsttischlern abgrenzt. Ihr Gebrauch verleiht seinen Möbeln mehr Raffinesse und Erhabenheit, indem er verschiedenerlei Holzarten zusammenfügt, um die geeigneten Farbtöne zu erzielen, ohne Anilinfarben verwenden zu müssen. Emil Orlik hatte diese Technik in Europa eingeführt, nachdem er sie bei einem Aufenthalt in Japan erlernt hatte. Zu Beginn hatte Homar die Absicht, diese Technik mit gefärbten Hölzern anzuwenden, doch ab 1896 entschied er sich, dafür nur Materialien in ihren natürlichen Farben zu benutzen. Für das Inkarnat in den Basreliefs verwendete Homar Holunderholz, dessen Weiß nicht nachdunkelt, wie das der Maulbeerfeige, für Rosatöne Palisander; für Orange das Holz der Thuja, das eine Maserung in Form kleiner Pinselstriche aufweist; für violette Töne Amaranth (Peltogyne venosa); für Rottöne asiatisches Mahagoni (Meranti, Shorea spec.); für Braun mit Flecken Magnolie; für ein blasses Grün ungarische Esche; für ein intensives Grün das Holz des Hibiskus (Hau, Hibiscus tiliaceus); für ein silbriges Grau Ulmenwurzel; und für Schwarz Ebenholz. Dies waren die hauptsächlichen Holzarten, die von Homar benutzt wurden, obwohl er nahezu 40 Spielarten einsetzte. Zu diesen verschiedenen Holztypen kamen noch Inkrustationen von Perlmutt, Piedra dura, Elfenbein und Metall hinzu, die zur Verschönerung der Möbelstücke beitrugen.
Zu Beginn fertigte Homar einige Probestücke an, bei denen er mit Metall die Umrisse der floralen Elemente nachzeichnete, als ob es sich um Emaillearbeiten handeln würde. Der metallische Glanz verstärkte den orientalischen Eindruck der pflanzlichen Stilelemente. Nach und nach wurde die symbolistische Themensetzung, die ihn so sehr kennzeichnete, eingearbeitet. 1903, auf dem Gipfel seiner modernistischen Schaffensphase, war das ikonographische Repertoire seiner Intarsienarbeiten bereits herausgebildet: Die Darstellung eines Engels mit ausgebreiteten Flügeln, der in plastischer Weise die Poesie des Werkes „El Ángel del Sueño“ von Apel·les Mestres i Oñós (*29.10.1854; †19.07.1936) wiedergibt; allegorische Figuren der Jahreszeiten und der Musik; der Erzengel Michael und der hl. Georg sowie die verehrungswürdigen Marienbildnisse Unsere Lieben Frau von Montserrat, Unsere Liebe Frau auf dem Pfeiler (Virgen del Pilar) und der Unbefleckten Empfängnis; die beschwörende Renasissancemystik im Stile Sandro Botticellis; das Thema des katalanischen Tanzes Sardana; Jeanne d’Arc;  Leda mit dem Schwan und die Nachfahrinnen griechischer Musen, die Harfe, Leier, Geige oder Tamburin spielen. In Verbindung mit den weiblichen Figuren erscheinen häufig Teiche oder Wäldchen, die von Lilien, Orchideen, Löwenzähnen, Disteln, Palmwedeln und Eichenblättern begleitet sind. Diese werden kombiniert mit Schmuckelementen, die Rosen, Anemonen oder Zitrusblüten darstellen. Die Rosen weisen Ähnlichkeit mit denen auf, welche die Malerin Margaret MacDonald im schottischen Pavillon populär machte, den Charles Rennie Mackintosh als „Rose Boudoir“ auf der Weltausstellung von Turin 1902 gestaltet hatte, und die Zitrusblüten nehmen Bezug auf die Blütenfülle von Homars Geburtsinsel Mallorca, die auch die Wiener Secessionisten und insbesondere Joseph Maria Olbrich aufgriffen. In Homars Intarsienarbeiten ist der Japonismus eine unverzichtbare Komponente, der sich sowohl in Bezug auf die Bildsprache als auch in der Komposition manifestiert. Die Interpretation der pflanzlichen Verzierungen und die pantheistische Sicht auf die Natur, ebenso wie die rassenspezifischen Züge, die manche seiner Figuren tragen, sind hierfür klare Beispiele. Darüber hinaus heben sich seine Kompositionen durch das Fehlen einer Perspektive und die ausgeprägte Zweidimensionalität ab: sein Format, das an ein Kakemono erinnert, ist ein Teilaspekt des suggestiv fernöstlichen Stils, der ihn auszeichnet.
| Jahr       | Bezeichnung                                        | Ausstellungsort                   | Beschreibung | Bild |
| ---------- | -------------------------------------------------- | --------------------------------- | --- | ---- |
| 1901       | Mater Purísima                                     | Museu del Modernisme de Barcelona | Intarsienpaneel mit dem Abbild der Mater Purísima. Maße: 200 × 160 cm. |      |
| 1903       | La Sardana                                         | Museu Nacional d’Art de Catalunya | Intarsienpaneel mit dem Rundtanz „La Sardana“, das Teil eines umbauten Sofas mit Vitrinen ist. Holzarten: Jacaranda, Mansonia, Eiche, Ebenholz, Maulbeerfeige, Milzfarnwurzel, Buchsbaum, Kirsche und ungarische Esche. |      |
| circa 1903 | Der träumende Engel (nach Apel·les Mestres i Oñós) | Museu del Modernisme de Barcelona | Intarsienpaneel in Walnussholz mit Mahagoniu, Eiche, Zitronenholz, Esche und Metallinkrustationen. Entwurf von Sebestià Junyent. Maße: 270 × 159 × 6 cm.                                                                |      |
| 1905       | Dame im Wald und Dame im Garten                    | Museu Nacional d’Art de Catalunya | Zwei Figuren auf schmalen Intarsienpaneelen. Holzarten: Maulbeerfeige, Lindenblättriger Hibiskus, Esche, Jacaranda, Milzfarnwurzel und Steineiche. Maße: 156 × 47,5 cm.                                                 |      |
| circa 1905 | Unsere Liebe Frau von Montserrat                   | Museu del Modernisme de Barcelona | Kopfteil eines Bettes mit Intarsien des Gnadenbilds. Schnitzereien aus Mahagoni. Maße: 200 × 160 cm. |      |
| 1908       | Engel mit ausgebreiteten Flügeln                   | Casa de la Lactància              | Ausschnitt eines Bettgestells |      |

Die Mehrzahl der Intarsien und Basreliefs, die die Firma von Gaspar Homar verließen, basierten auf Zeichnungen von Josep Pey, wobei jedoch auch Alexandre de Riquer, Pau Roig und die Gebrüder Junyent hervorragende Kompositionen entwarfen. Die technische Ausführung der Intarsien war das Arbeitsfeld von Joan Segarra und Söhne. Bei allen Paneelen fand ein sorgsames Studium der Komposition und eine perfekte Anpassung des Inhalts an den jeweiligen Rahmen statt, was bei anderen Einlegearbeiten kaum zu finden ist. Obwohl auch andere Kunsttischler wie J. Esteve i Hoyos, Joaquim Gassó oder Joan Busquets Intarsien anfertigten, die auf den gleichen Entwurfszeichnungen von Junyent oder Pey basierten, waren die von Homar erzielten Resultate  weitaus überlegen, was auch die zeitgenössische Presse würdigte:
Einige Versuche der Nachahmung, die unternommen wurden, haben Ergebnisse hervorgebracht, die sich vollständig von den erwähnten Werken unterscheiden.

### Metallarbeiten
Während Gaspar Homar mit der Kunsttischlerei eine Familientradition fortführte, vertiefte er sich mit der Metallbearbeitung in ein ganz neues Interessengebiet. Entscheidend war hierfür die Lehrzeit in den Werkstätten von Francesc Vidal, der die Fähigkeit hatte, die bescheidensten Metallarbeiten mit eleganter und strenger Schönheit auszuführen. Homar nahm Techniken und Kenntnisse jener bedeutenden Werkstätte auf und, nachdem er dann er auf eigene Rechnung arbeitete, projektierte und fertigte in seinem Betrieb Leuchten wie Kronleuchter, Wandleuchten, Lüster, Stehlampen und Laternen an, in denen er die Techniken des Treibens, Ziselierens, Feilens und Patinierens der Metalle kombinierte. Zu seiner Zeit begann die elektrische Beleuchtung in den Hauptstädten etwas Alltägliches zu werden und Homar musste seine frühen Gasleuchten an diese Beleuchtungstechnik anpassen. Seine Arbeiten in Sachen Beleuchtung umfassten auch modernistische Designs: Libellen und stilisierte florale Elemente wurden an ihre Funktion als Beleuchtungsgegenstände angepasst.
Auch Kleiderbügel, Regenschirme, Gitter und Jardinièren gehörten zum Katalog der Metallarbeiten seines Betriebs, üblicherweise ausgeführt in Bronze oder Messing, da diese Materialien durch Zug oder Hämmern gut formbar sind. Andere Möbelstücke wie die umbauten Sofas oder die Regenschirmständer enthalten Metallapplikationen in geschwungenen und gewundenen Formen, die den Blütengrund einer Sonnenblume bilden.
Homar folgte der Vorstellung von Hector Guimards Möbelstücken, besonders bei den Formen der Regenschirme und der umbauten Sofas mit Kandelabern, Stücken, bei denen dem Metall eine bedeutende Rolle zukommt und nur in Metall die elastischen, verspielten Formen Guimards umgesetzt werden können. Und seine Tendenz, die Drähte stark zu verdünnen fand ihre perfekte Entsprechung in den Messing- und Kupfermöbeln, die Sándor Buchwald (*1837;  †1919) in Budapest konstruierte.
| Jahr | Bezeichnung  | Ausstellungsort                   | Beschreibung                                                                                   | Bild |
| ---- | ------------ | --------------------------------- | ---------------------------------------------------------------------------------------------- | ---- |
| 1905 | Kronleuchter | Museu Nacional d’Art de Catalunya | Kronleuchter in vergoldetem Kupferguss in Kombination mit Schmiedeeisen. Maße: 171 × 102 cm ⌀. |      |
| 1905 | Wandleuchte  | Casa Navàs, Reus                  | Wandleuchte mit fünf Flammen in vergoldetem Kupferguss in Kombination mit Schmiedeeisen.       |      |

Die Aufträge für die Ausstattung der hauptsächlichen Werke von Domènech i Montaner – die Casa Navàs in Reus, die Casa Lleó Morera in Barcelona und den Pavillion der Distinguidos im Instituto Pere Mata, ebenfalls in Reus – boten Homar die Gelegenheit, einige der bedeutendsten Werkstücke zu schaffen, jedoch dürfen seine Arbeiten für das Innendekor der Schneiderei Morell in der Calle Escudellers, die Ausstattung des Hauptsitzes der Zeitung La Vanguardia und die eindrucksvollen Leuchten mit keltischen Motiven in der Casa Francesc Burés nicht unerwähnt bleiben.

### Mosaikarbeiten
Eine weitere Spezialität der Firma von Gaspar Homar war die Anfertigung von Mosaiken. Zu Beginn waren die Handwerker seiner Firma gezwungen, mit der Technik zu improvisieren, jedoch erzielten sie schnell zufriedenstellende Ergebnisse. Ihr Spezialgebiet war die Anfertigung von Mosaiken aus kleinen keramischen Tesserae, die sie durch das Zurechtfeilen von Fliesenbruchstücken gewannen. Die Zeichnungen der Szenen stammten von Josep Pey und zu Anfang auch von Pau Roig. Sie wiederholten oft Designs von Intarsienarbeiten. Mosaike, die ausschließlich Schmuckcharakter hatten, entwarf Homar selbst. Zu Beginn wurden die Gesichter und das Inkarnat mit Hilfe von venezianischem Mosaik aus geschmolzenem Glas gestaltet, später jedoch fasste er, von fernöstlichen Gestaltungen beeinflusst, den Entschluss, sie als Basreliefs hervortreten zu lassen. Für diese Aufgabe fand er im Keramiker Antoni Serra den richtigen Mitarbeiter, der sich mit dem Formen und Brennen der Basreliefs von Gesichtern, Händen und Füßen der Musenfiguren in Porzellan beschäftigte. Die Formen jener Figuren wurden anhand von Gipsmodellen hergestellt, die der talentierte Bildhauer Joan Carreras i Farré herstellte.
Die bedeutendsten Mosaikarbeiten wurden zwischen 1904 und 1907 geschaffen als Homar die Bauvorhaben der Casa Burés, Casa Lleó Morera und Casa Navàs ausgestaltete.
| Jahr    | Bezeichnung                                    | Ausstellungsort                                   | Beschreibung | Bild   |
| ------- | ---------------------------------------------- | ------------------------------------------------- | --- | ------ |
| 1905    | Picknick auf der Wiese                         | Museu Nacional d’Art de Catalunya                 | dekoratives Mosaikpaneel, das ein Picknick im Grünen darstellt. Keramikteile und Fliesenbruchstücke. Gesichter und Hände wurden mit der Technik des Biskuitporzellans angefertigt. Maße: 182 × 144 cm.                                                         |        |
| 1905    | Drei Früchte sammelnde Frauen                  | Museu Nacional d’Art de Catalunya                 | dekoratives Mosaikpaneel, das drei Frauen in einer Parklandschaft zeigt, die gesammelte Zitrusfrüchte vor sich haben. Keramikteile und Fliesenbruchstücke. Gesichter und Hände wurden mit der Technik des Biskuitporzellans angefertigt. Maße: 187 × 142,5 cm. |        |
| 1905    | Zwei junge Frauen vor einem Teich mit Schwänen | Museu del Modernisme de Barcelona                 | dekoratives Mosaikpaneel, das zwei junge Frauen auf einer Wiese zeigt, die an einen Teich mit zwei weißen Schwänen grenzt. Keramik und Porzellan. esichter und Hände wurden mit der Technik des Biskuitporzellans angefertigt. Maße: 75 × 195 cm.              |        |
| um 1900 | Wandschirm mit Einsätzen aus farbigem Glas     | Centro de Documentación y Museo Textil, Terrassa. | Wandschirm, bespannt mit Samt aus Utrecht, auf den Zitronen aus geriffeltem Stoff angebracht sind, während ihre Blätter aufgemalt sind. Alles ist mit Kettenstich und Schnüren profiliert. Die Glaseinsätze stammen von Antoni Rigalt i Blanch.                | [ 23 ] |

### Textilarbeiten
Die Neuerungen, die die verschiedenen Spielarten des Art Nouveau in allen Disziplinen der angewandten Künste mit sich brachten, erreichten ihren höchsten Ausdruck auf dem Feld der Textilarbeiten. Die originalen Projekte Gaspar Homars dokumentieren dieses Spezialgebiet, das einen wichtigen Platz in seinem dekorativen Spektrum einnimmt und seinen Ausdruck in den angefertigten Vorhängen, Wandteppichen, Bespannungen der Kopfteile der Betten oder bemalten Textiltapeten findet, wobei letztere von Josep Pey oder Sebastià Junyent gestaltet wurden. Die bedruckten Samtstoffe, anfänglich mit floralen Elementen eines gewundenen Blütenstils mit dem Motiv des Peitschenschlags und feinsten goldgestickten Verzierungen, sind von den Möbeln nicht zu trennen: die Polsterung der Stühle, Sessel und Sofas mit weichen, samtigen Farbtönen in Mauve und blassem Grün ist ein Charaktermerkmal seines Stils. Jedoch ist bei einem Großteil des modernistischen Mobiliars aufgrund des Verschleises durch die Abnutzung nicht mehr die originale Polsterung erhalten. Trotz all dem enthält das Mobiliar der Casa Navàs in Reus die originalen Tapisserien, die ihr einen tonalen Kontrapunkt verleihen sowie einen Kontrast zum Rest der Möbel bilden, vor allem zu den Intarsien.
Einige der Entwürfe wurden wahrscheinlich von der Polsterei Malvehí und Söhne ausgeführt, einer Firma, die sich auf das Bedrucken von Seide und anderen Stoffen spezialisiert hatte und auch für die Firma Busquets arbeitete. Jedoch kann nicht ausgeschlossen werden, dass sie in den Werkstätten von Homar selbst ausgeführt wurden, die über geschickte Handwerker in allen Spezialgebieten verfügten, welche bei der Innenausstattung und Gestaltung eines Wohnhauses zusammenflossen.
Ein Spezifikum bei der Verwendung von Textilien in der modernistischen Epoche war die Anfertigung von handgewebten Wollteppichen. Gaspar Homar entwarf sie mit Blumendekoren und in verschiedenen Formen und Dimensionen in Abhängigkeit von den Räumen, die sie einnehmen mussten. Von allen ragen die Exemplare der Casa Lleó Morera mit ihren Halbkreisformen heraus, die für die Rotunden der Balkone bestimmt waren, während die rechteckigen Teppiche Flächen in den Hauptwohnräumen einnehmen sollten und fünfeckige Stücke in reduzierten Dimensionen an die Flächen vor den Kaminen angepasst wurden.

## Auszeichnungen
- 1907 – Grand Prix der International Exhibition on Artistic Furniture and Home Decorations, Crystal Palace, London
- 1907 – Grand Prix der Exposición Internacional de Higiene, Artes, Oficios y Manufacturas, Madrid
- 1907 – Goldmedaille der V. Internationalen Ausstellung der Schönen Künste und des Kunsthandwerks, Barcelona
- 1908 – Grand Prix, Goldmedaille und Großer Pokal der Esposizione Internazionale Industria-Lavoro Arte Decorativa, Lido, Venedig
- 1908 – Grand Prix der Exposición Hispano-Francesa, Saragossa
- 1909 – Grand Prix und Jurymitglied außerhalb des Wettbewerbs der Exposition Internationale du Confort Moderne, Paris
- 1915 – Silbermedaille der Exposición Artística de la Academia Provencial de Bellas Artes, Cádiz